# Хасинто Баркин
Хасинто Баркин Риверо (3. септембар 1915 - датум смрти непознат) био је кубански фудбалер. Баркин је преминуо.
Представљао је Кубу на Светском првенству у фудбалу 1938. у Француској. У три утакмице на којима је играо, репрезентација је једном победила, једном играла нерешено а једном изгубила.
Баркин је поново представљао Кубу на међународном нивоу 1949. године, два пута изгубивши од Мексика у квалификацијама за Светско првенство у фудбалу 1950. године.